# 波江座ρ
波江座ρ，又名BD-08 562，HD 18784、SAO 130243、HR 907，是波江座的一颗恒星，视星等为5.75，位于銀經186.62，銀緯-53.64，其B1900.0坐标为赤經2h 56m 14.9s，赤緯-8° -53.64′ 25″。